# Déjà Vu (canción de Beyoncé)
«Déjà Vu» es una canción interpretada por la cantante estadounidense Beyoncé en colaboración con el rapero Jay-Z. Fue escrita y producida por ella misma y Darkchild, con ayuda en la composición por parte de Delisha Thomas, Keli Nicole Price, Makeba y Jay-Z, para el segundo álbum de estudio de la cantante, B'Day (2006). «Déjà Vu» es una canción R&B que incorpora elementos de funk de los años 1970 y hip hop. Su estructura musical se basa en gran medida de la instrumentación en vivo, incluyendo el bajo eléctrico, el hi hat y el cuerno francés; además incluye la caja de ritmos Roland TR-808. El título y la letra de la canción hace referencia a una mujer que recuerda constantemente un amante del pasado.
«Déjà Vu» fue lanzada como el sencillo principal de B'Day el 24 de junio de 2006 por airplay. La canción recibió generalmente reseñas mixtas por parte de la crítica, ya que recibió similitud con su propio sencillo «Crazy in Love» (2003) y las canciones de Tina Turner de finales de 1980. No obstante, elogiaron la asertividad y la sensualidad con la que Beyoncé canta la letra. «Déjà Vu» recibió dos nominaciones en las categorías mejor colaboración de rap/cantada y mejor canción R&B en la entrega de los premios Grammy de 2007. También fue reconocida como la mejor canción del 2006 en los Premios Music of Black Origin (MOBO).
Mundialmente, la canción tuvo un éxito comercial, ya que logró el número uno en el Reino Unido y las listas estadounidenses de música dance y R&B y Hip-Hop, además de entrar en el top 20 en varios países de Oceanía y Europa. «Déjà Vu» fue certificada con disco de oro por parte de la Recording Industry Association of America (RIAA). El vídeo musical de la canción fue dirigido por la directora inglesa Sophie Muller; a finales de agosto de 2006, varios fanáticos pidieron en línea un relanzamiento del vídeo, ya que se quejaron de la falta de tema, la elección del vestuario y las aparentes interacciones sexuales entre la cantante y Jay-Z. Beyoncé la interpretó durante varias entrevistas televisivas y ceremonias y la incluyó en el repertorio de su gira The Beyoncé Experience (2007).

## Antecedentes y producción

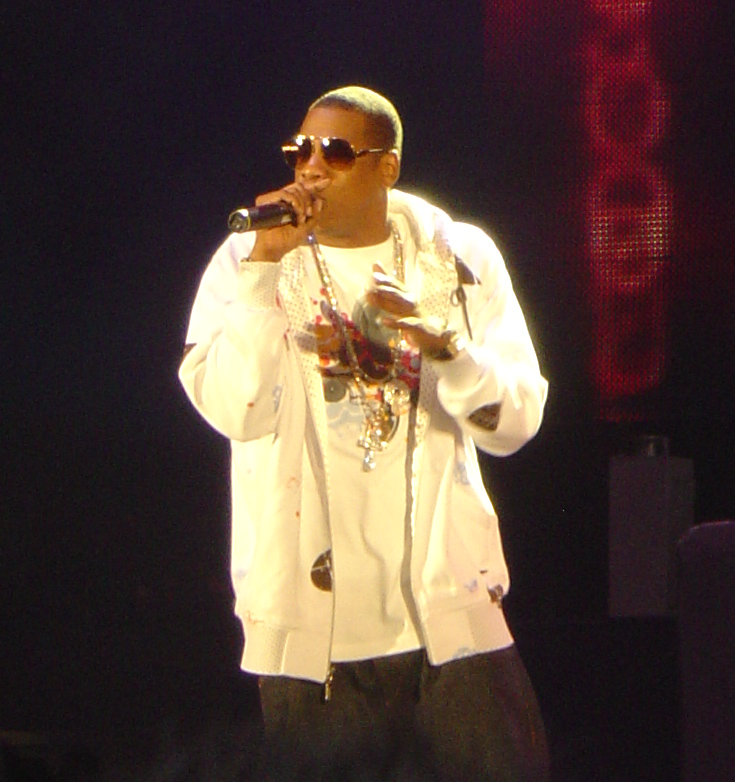
Jay-Z (en la foto) colaboró en el tema.

En 2005, a los productores musicales estadounidenses Rodney «Darkchild» Jerkins y Jon Jon Traxx «se les ocurrió la idea de hacer un tema de la vieja escuela, un retroceso con verdaderos bajos y cuernos franceses», a lo que en parte atribuye el título de la canción —un Déjà vu o paramnesia. Traxx y Jerkins grabaron primero las secciones del bajo, en donde la percusión, el cuerno francés y la voz fueron añadidas en etapas. La producción se llevó a cabo en el estudio de Jerkins en Nueva Jersey, y en Sony Music Studios en Nueva York.
Jerkins grabó un demo de la canción con la voz de la cantautora Makeba Riddick, quien está acreditada como coescritora del tema. Se lo presentaron a Beyoncé, que luego lo aprobó y realizó algunas modificaciones en la letra. «Déjà Vu» también cuenta con contribuciones líricas de compositores los Delisha Thomas y Keli Nicole Price, y el entonces novio de la cantante, el rapero Jay-Z. Este fue invitado a cantar en la canción luego de que Beyoncé lo viera tratando de cantar junto a una versión grabada de la pista. Él grabó varios versos de rap para el tema y por lo tanto aparece como un invitado especial.
En cuanto a la producción de «Déjà Vu», Beyoncé dijo a MTV News: 

«Cuando grabé "Déjà Vu" ... Yo sabía que, incluso antes de empezar a trabajar en mi álbum, quería añadir instrumentos en vivo para todas mis canciones. Es tal excedente [de la música en la canción] [...] Todavía es joven, sigue nuevo y fresco, pero tiene el viejo espíritu del ritmo. La energía es increíble. Es el himno de verano. Rezo. Lo percibo. Rodney Jerkins es increíble, Jay[-Z] por supuesto está en ella, él bendijo la canción, estoy contenta con eso».

## Descripción

Armadura de sol menor, tonalidad en la que está compuesta la canción. «Déjà Vu» toma su música de diversos instrumentos en vivo, con el bajo eléctrico como base.

«Déjà Vu» es una canción de R&B contemporáneo interpretada en un groove moderado de hip hop. También está influenciada por la música funk de finales de los años 1970, y contiene elementos del soul y el dance pop. De acuerdo con la partitura publicada en Musicnotes por EMI Music Publishing, está compuesta en la tonalidad de sol menor con un tempo moderado de 106 pulsaciones por minuto. El registro vocal de Beyoncé abarca desde la nota re♯3 a fa4. La música se fundamenta en gran medida de la instrumentación en vivo, incluyendo un bajo eléctrico, la conga, el hi-hat y el cuerno francés. Por su parte, la caja de ritmos Roland TR-808, ofrece a la canción un ritmo pesado y enérgico de disco. D. Spence de IGN Music comentó que la voz de Beyoncé en la canción es «suave como la seda» y que su rango vocal se inclina hacia la parte alta, por lo tanto, en contraste con la construcción de gama baja de la canción. Mike Joseph de PopMatters señaló que «Déjà Vu» es una reminiscencia de «Off the Wall» (1980) de Michael Jackson.
La letra de «Déjà Vu» sigue el patrón estrofa-preestribillo-estribillo, cuenta con dos versos de rap y contiene un hook similar al de «Crazy in Love». La letra detalla una mujer que recuerda constantemente a un amante pasado, que se muestra en las líneas «Is it because I'm missing you that I'm having déjà vu?» («¿Es porque tú me faltas que estoy teniendo un déjà vu?»). Mientras la canción da inicio, se introduce el bajo, el hi-hat y el Roland TR-808 por su nombre; los sonidos de los instrumentos se mezclan a medida que son mencionados. El cuerno francés es solo audible en el preestribillo y las secciones del hook, y en una sección corta en el segundo rap. El bajo, que es el primer instrumento de entrar, se desliza hacia el principal de los dos compases ostinatos. Seguido eso, el hi-hat y el Roland TR-808 comienzan a sonar.
Luego de que Beyoncé menciona a Jay-Z, el sonido del bajo se desliza hacia arriba para un abundante vibrato, dando paso al primer rap. Tras un groove repetido, Beyoncé empieza con el primer verso. El pre–estribillo sigue, para que el bajo cambie a un tono más melodramático para realizar algo más de canto, en palabras de Jon Jon Webb, el bajista en la pista. La melodía vuelve al groove principal durante el gancho repetido. Este patrón se repite y conduce al segundo verso de rap. El tercer pre–estribillo «viene de la idea de Jerkins —cuerno francés— de tener la parte de los cambios en la cima, con la acanaladura principal de Traxx —bajo— en la parte inferior». Esta es seguida por el pre–estribillo principal, luego el gancho se repite cuatro veces. El canto se detiene y los instrumentos rellenar el espacio. El hi-hat y el Roland TR-808 también paran, la canción termina con el sonido del bajo desplomándose y tres ráfagas del cuerno francés.

## Publicación

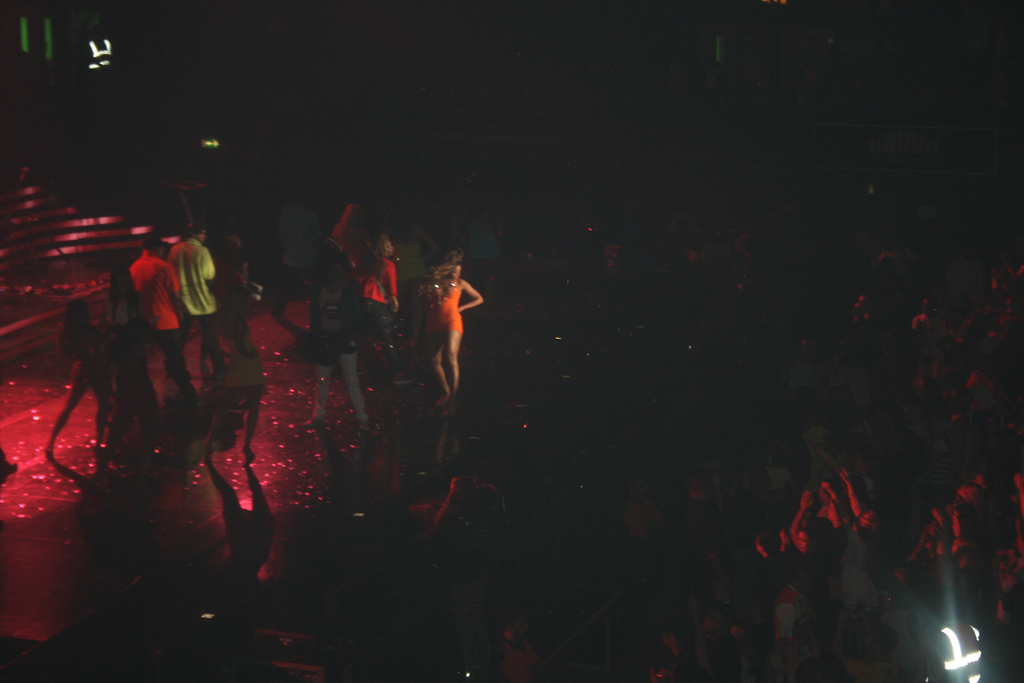
Beyoncé interpretando la canción durante The Beyoncé Experience.

«Déjà Vu» se filtró el 13 de junio de 2006. El 24 de junio de 2006, fue enviada a las estaciones de radios estadounidenses. Al día siguiente se publicó por primera vez en descarga digital; cuatro semanas después, Beyoncé informó a Columbia Records, su casa disquera, que B'Day estaba completado. Más de un mes después, fue publicada en diferentes formatos físicos; la canción se lanzó en disco compacto (CD) el 31 de julio de 2006 en los Estados Unidos. Un CD mejorado fue lanzado el 12 de septiembre, el cual contiene cinco temas y una pista multimedia adicional de «Déjà Vu». En el Reino Unido, la descarga digital se puso a disposición el 15 de agosto de 2006. Un disco maxi y un vinilo de 12" fueron lanzados en agosto del mismo año. El representante de Beyoncé se acercó al equipo de producción inglés Freemasons para remezclar «Déjà Vu», después de escuchar una remezcla que ellos hicieron para una canción de la cantante Heather Headley. Una versión club se produjo y apareció en el EP digital de «Green Light», publicado el 31 de julio de 2007. La edición europea del maxi fue lanzada el 5 de agosto de 2006 por descarga digital.
Durante una entrevista con el tabloide británico The Sun, Beyoncé habló sobre su decisión de lanzar la canción como el primer sencillo del álbum: 

«[...] era conmovedora [la idea] y tenía un montón de trompas, se sentía bien, y no sonaba como todo en la radio. No era típico, pero se sentía eterno».

## Recepción de la crítica
«Déjà Vu» recibió reseñas mixtas y positivas por parte de los críticos, incluyendo comparaciones con «Crazy in Love», también de Beyoncé con Jay-Z, y el estilo musical de Tina Turner. Joseph Mike de la revista electrónica PopMatters cree que era «fantástico escuchar a Beyoncé cantando a todo pulmón en un groove de cuerpo completo con instrumentos en vivo». Spence D. de IGN Music felicitó el groove del bajo cargado de Jerkins, escribiendo que eso llevó a la pista a la perfección. Describiendo a «Déjà Vu» como una canción magnífica, Caroline Sullivan de The Guardian felicitó a la colaboración Beyoncé y Jay-Z y la calificó como «febril» comparando a la cantante con Tina Turner, además según Sullivan, Jay-Z «trae algo formidable en Beyoncé». Bernard Zuel de The Sydney Morning Herald alabó la firmeza con la que Beyoncé entrega sus líneas y considera que la compra de «Déjà Vu» vale la pena. Según Gail Mitchell de la revista Billboard, la canción es considerada por muchos como una secuela de «Crazy in Love». Jason King de Vibe considerará que la canción fue «clonada a partir del ADN del ruidoso "Crazy in Love"» mientras que Thomas Inskeep de Stylus se refirió a ella como «"Crazy in Love" light». Andy Kellman de Allmusic escribió que «"Déjà Vu" tuvo la audacia de no ser tan monstruoso como "Crazy in Love"», refiriéndose al éxito comercial que este experimentó en 2003. El escritor de la publicación de Internet Pitchfork Media Ryan Dombal afirmó que «esta vez [Beyoncé] resaltó el ritmo». Brian Sims del sitio web HipHop DX dice que «Déjà Vu» tiene tres motivos para destacarse: 

«En primer lugar, ella muestra su capacidad de combinar efectivamente su voz con las trompetas, tanto es así que sólo tienes que escuchar el instrumento para escuchar las palabras en sí mismas. [...] En segundo lugar, y quizás más importante, ella logra recrear la fácil autenticidad de "Crazy in Love" de 2003, en la que hizo alarde de un (entonces) romance apenas disimulado con Jay-Z. Los conceptos son prácticamente idénticos, y "Déjà Vu" fácilmente podría salir como una "parte dos" [...] Una vez que estimas que serás capaz de apreciar en su totalidad el título de la canción. Por último, segundo verso de Young Hov [Jay-Z] hace a esta pista verdaderamente excepcional.»

 Jody Rosen de Entertainment Weekly se refirió a «Déjà Vu» como una opción «extrañamente plana» como el primer sencillo. Jaime Gill de Yahoo! Music consideró a la canción como una buena opción para un sencillo y «que no es nada mala algunos críticos han afirmado». Sasha Frere-Jones de The New Yorker considerará a la letra como una «vista desconcertante de la memoria», mientras que Chris Richards de The Washington Post caracterizó a Beyoncé como una «novia amorosa aturdida» en la canción. Jon Pareles del New York Times escribió que Jay-Z se muestra «con toda la calma arrogante como siempre» en la canción pero solo Beyoncé hace un «sonido más inseguro». Kelefa Sanneh de la misma publicación señala que «el estribillo no da a Beyoncé una verdadera oportunidad para lucir» y además describió a la canción como un «sencillo justo a regular de una cantante que es lo opuesto a la desesperada». Bill Lamb de About.com le dio tres estrellas y media de cinco y comentó que es un verdadero déjà vu con respecto a los trabajos anteriores de Beyoncé, además agregó: «No hay nada especialmente malo en el nuevo sencillo, pero carece de un sentido de la verdadera alegría». Tom Breihan del tabloide estadounidense The Village Voice la comparó con «Ain't No Other Man» de Christina Aguilera, también dudó la posibilidad de que «Déjà Vu» se convirtiera en el éxito del verano de 2006, pero que es tan buena como lo fue «Crazy in Love». Dos escritores de diferentes publicaciones en línea, Sal Cinquemani de Slant Magazine y Tim Finney de Pitchfork Media, acertaron en que Tina Turner es claramente una influencia para Beyoncé en la canción, además ambos compararon a las dos contantes.

### Reconocimientos
La versión original de «Déjà Vu» obtuvo dos nominaciones en las categorías mejor colaboración de rap/cantada y mejor canción R&B en la entrega de los premios Grammy de 2007, pero perdió ante «My Love» de Justin Timberlake y «Be Without You» de Mary J. Blige, respectivamente. La remezcla de Freemasons de la canción fue nominada en la categoría mejor grabación remixada, no clásica, en la misma ceremonia, no obstante perdió ante el remix de «Talk» de Coldplay realizado por Jacques Lu Cont. Recibió una nominación como mejor colaboración en los premios Black Entertainment Television (BET) de 2007, «Upgrade U» también estuvo nominada en la categoría, sin embargo ambas canciones perdieron ante «Runaway Love» de Ludacris con Mary J. Blige. «Déjà Vu» ganó en la nominación de canción del año en los premios MOBO en 2006. El año siguiente, recibió dos nominaciones en las categorías mejor canción de dance R&B/urbana y mejor canción pop dance en los premios de la Winter Music Conference en 2007. Los escritores de Rap-Up la incluyeron en el último puesto en su lista de los mejores diez sencillos del 2006. En 2013, John Boone y Jennifer Cady de E! Online colocaron a «Déjà Vu» en el número seis de su lista de las mejores diez canciones de Beyoncé. Erika Ramírez de la revista Billboard incluyó a la canción en la vigésima tercera posición de la lista de los grandes éxitos de Beyoncé en Billboard. Ramírez y Elijah Watson, de la misma revista, catalogaron a «Déjà Vu» como el decimonoveno éxito de Jay-Z en Billboard.

## Recibimiento comercial

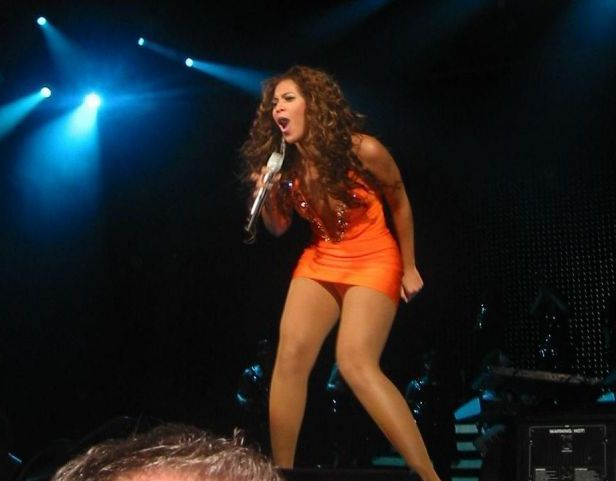
Beyoncé interpretando la canción durante The Beyoncé Experience.

En Estados Unidos, «Déjà Vu» debutó en el Billboard Hot 100 en el número cuarenta y cuatro, a menos de un mes antes de su lanzamiento en CD. Después de sus publicaciones en formatos físicos y digitales, la canción vendió 75 000 descargas en su primera semana. Con el tiempo alcanzó el puesto número cuatro en la lista. La remezcla de Freemasons/M. Joshua Mixes logró el número uno en lista Dance/Club Play Songs tras seis semanas en la lista el 14 de octubre de 2006, mientras que la versión original llegó al número dieciocho. «Déjà Vu» también logró el número uno en las listas Hot Dance Singles Sales y Hot R&B/Hip-Hop Songs. Igualmente consiguió las posiciones nueve y catorce en los conteos Rhythmic Airplay Chart y Pop Songs. «Déjà Vu» fue certificada con disco de oro por parte de la Recording Industry Association of America (RIAA).
Mundialmente, «Déjà Vu» se convirtió en un éxito, logrando ingresar entre los veinte primeros lugares en listas europeas y oceánicas. En Reino Unido, vendió 29 365 unidades físicas en su primera semana, logrando así el puesto número uno en la lista UK Singles Chart el 2 de septiembre de 2006. «Déjà Vu» se convirtió en la segunda canción número uno de Beyoncé en ese país. La canción entró en el top 5 en conteos de Hungría, Irlanda, Italia, Noruega y Suiza. En Alemania, Bélgica y Finlandia logró estar en los diez primeros lugares. También logró figurar en listas de Austria, Dinamarca, Francia, Países Bajos, República Checa y Suecia. En Oceanía, «Déjà Vu» debutó en la casilla número doce el 20 de agosto de 2006 en la lista australiana de sencillos, las semanas siguientes empezó su descenso hasta salir de la lista en noviembre del mismo año. En Nueva Zelanda logró el número cinco tras dos semanas en la lista el 21 de agosto.

## Vídeo musical

### Antecedentes y sinopsis
El vídeo musical para «Déjà Vu» fue filmado por la directora inglesa Sophie Muller en varias locaciones de Nueva Orleans, Luisiana, el 21 de junio de 2006 —el mismo lugar en donde se realizó la sesión de fotos de B'Day. El metraje cuenta con trajes inspirados en alta costura, un calzado vigoroso y rutinas de temática sexual. El vídeo se estrenó simultáneamente el 12 de julio de 2006 en MTV's Total Request Live (TRL), y Overdrive, el canal en internet de MTV. El vídeo alcanzó el primer lugar en los conteos de TRL, Yahoo! y MTV. El clip fue incluido en el álbum en DVD B'Day Anthology Video Album (2007) junto con una introducción de cinco segundos.

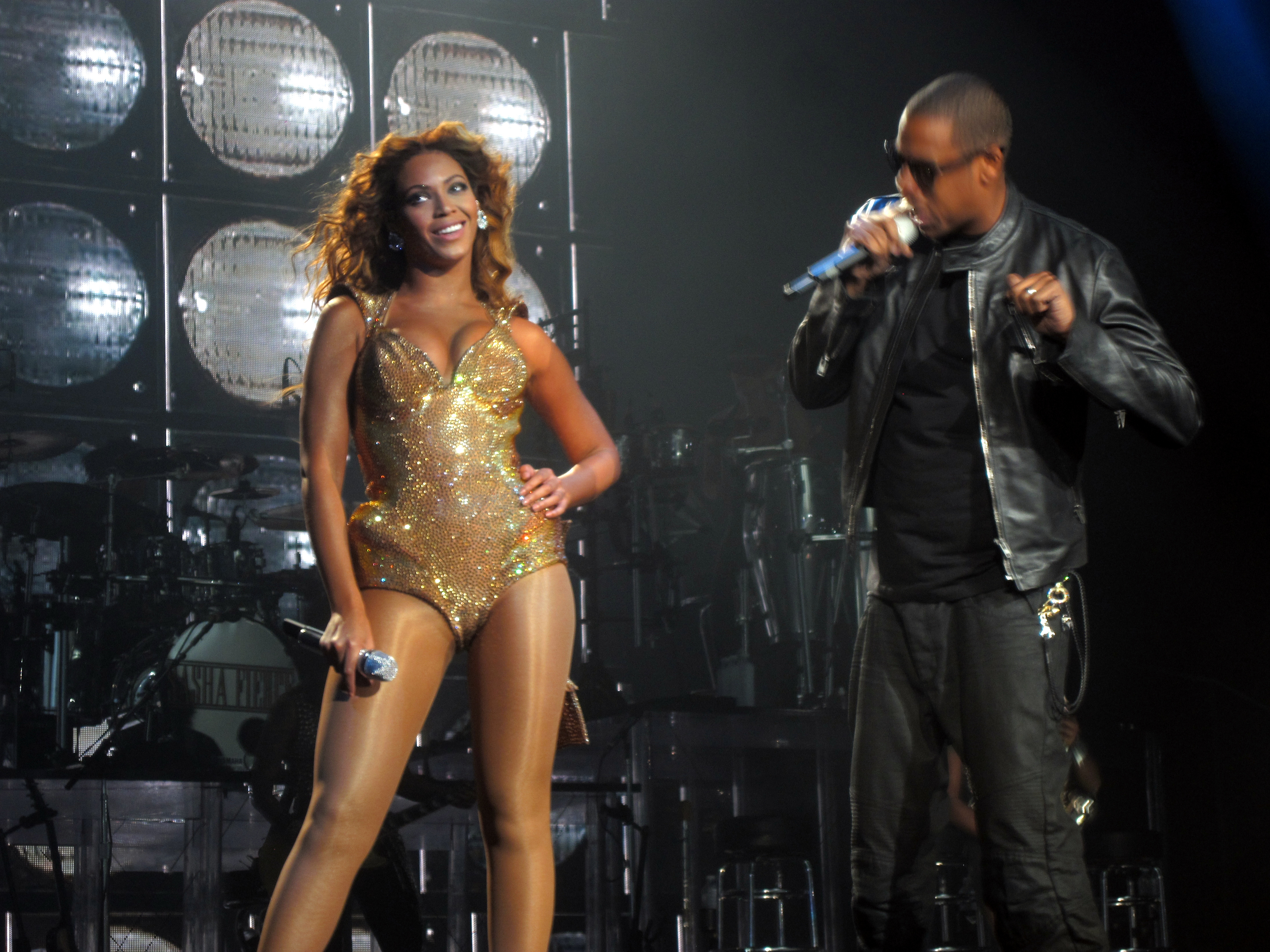
La prensa consideró provocativas las temáticas e interacciones entre Beyoncé y Jay-Z (ambos en la imagen), además los fanáticos realizaron una petición de regrabación del vídeo.

El vídeo comienza con Beyoncé recostada en una pared verde y Jay-Z sentado en una silla en una habitación oscura. Ambos comienzan a tocar los instrumentos mencionados imaginariamente, imitando el tono de la canción. Las escenas de Beyoncé se muestran simultáneamente en distintas habitaciones vistiendo diferentes trajes glamorosos. Con el comienzo del estribillo, ella aparece corriendo y bailando en un gran campo de caña de azúcar. Al final del estribillo, Beyoncé baila con un vestido corto rojo delante de un estanque y en un gran vestido del mismo color delante de una mansión. Cuando comienza el verso de Jay-Z, los dos se muestran solos en una habitación, Beyoncé está descalza, y comienza a bailar seductoramente alrededor de él, en donde ella le intenta arrancar su cinturón y conduce a la escena controversial que simula sexo oral. Luego, Beyoncé se muestra con una falda verde y un sujetador deslumbrado mientras baila en círculo en la arena. A medida que la canción avanza, ella continua bailando sola en un bosque oscuro con un vestido negro brillante con luces de luciérnagas alrededor de su entorno. La vídeo termina con Beyoncé en una pose recostada con las luciérnagas volando a una corta distancia.

### Recepción
Las reacciones al vídeo fueron mixtas. Sal Cinquemani de Slant Magazine comentó que es «más temático y sugerente de los vídeos de «Baby Boy» y «Naughty Girl», dos canciones de su álbum debut Dangerously in Love. Eb Haynes de AllHipHop lo describió como «visualmente fresco». Henry Adaso de About.com afirma que «es una salida agradable de todo el bombardeo y el glamour visto en los vídeos musicales de hoy en día». De acuerdo con Rolling Stone, un reportaje publicado por el diario Hindustan Times informó que una determinada escena en el vídeo es sugestiva del sexo oral. Natalie Y. Moore de la revista In These Times imitó el comentario anterior, escribiendo que el vídeo muestra a Beyoncé «pavoneándose de su sexualidad», y que en las escenas de Jay-Z «parecen como si de un momento a ella le da una felación». El video más tarde apareció en una lista de los peores videos de todos los tiempos realizada por Yahoo! Music News, que se refirió a la negativa reacción de los fanáticos y afirma que «es probable el vídeo de menos horroroso de la lista... pero en cuanto a vídeos de Beyoncé, es [sic] un apestoso». Un editor de la revista The Source catalogó al clip como el vídeo más controversial por una artista femenina, detrás de «Born Free» de M.I.A. y «S&M» de Rihanna.
De acuerdo con un informe del personal MTV News, en julio de 2006, más de dos mil personas firmaron una petición en línea dirigida al sello discográfico de Beyoncé, Columbia Records, exigiendo una re-filmación del vídeo. A finales de agosto de 2006, 5000 admiradores adicionales habían firmado. La petición solicitaba que el clip se grabara de nuevo, ya que se considera que es «una representación decepcionante del talento y la calidad de los proyectos de música y vídeo previos de Beyoncé». Además la larga lista incluida que el vídeo tenía «una falta de tema» y una «edición vertiginosa», y «elecciones de vestuario sobre el torso, e interacciones inaceptables» entre Beyoncé y Jay-Z. Los movimientos de baile de la cantante también fueron cuestionadas en la petición, calificándolos como «erráticos, confusos y alarmantes en ocasiones». Además, los fanes se quejaron de la temática sexual que se muestra en el vídeo, que describen que algunas escenas como «interacciones inaceptables [entre Beyoncé y Jay-Z]», mientras que también se quejan de la «química sexual inexistente» entre los dos. El clip musical fue galardonado como mejor vídeo en los premios MOBO en 2006. También recibió dos nominaciones en la categorías vídeo más sexy y mejor vídeo enganchador en los premios MTV Australia Video Music de 2007.

## Presentaciones en directo

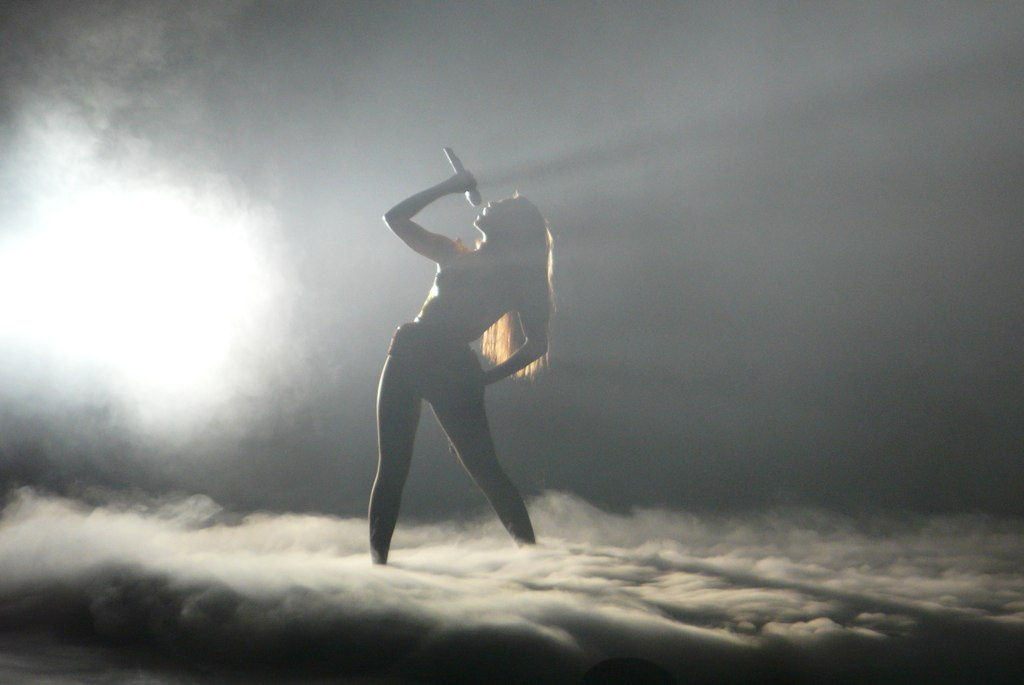
Beyoncé interpretando «Déjà Vu» como intro de «Crazy in Love» durante I Am... Tour.

El 27 de junio de 2006, Beyoncé junto con Jay-Z interpretaron por primera vez «Déjà Vu» en la sexta entrega de los premios BET en el Shrine Auditorium de Los Ángeles. William Keck de USA Today comentó que Beyoncé «chisporroteó en un conjunto plateado revelador» mientras ella interpretaba la canción. Luego, Beyoncé interpretó la canción en Fashion Rocks el 8 de septiembre de 2006. De acuerdo con Farrah Weinstein de MTV News, la performance de Beyoncé de «Déjà Vu» fue catalogada como «un homenaje a Josephine Baker», y tanto su puesta en escena y la ropa estaban en homenaje a la legendaria cantante y bailarina de principios del siglo XX. El set fue diseñado como un viejo club de cabaret, con bailarines que llevan saxofones, y Beyoncé y sus bailarinas llevaban faldas de hula de marca Baker adornada con bananas falsas. Ella cantó «Déjà Vu» en el noticiero matutino y talk show estadounidense, Good Morning America, durante un episodio que se emitió el 8 de septiembre de 2006. Beyoncé también interpretó la canción en The Ellen DeGeneres Show el 9 de septiembre de 2006 y en The Tyra Banks Show el 15 de septiembre de 2006. Asimismo, Beyoncé cantó «Déjà Vu» durante la ceremonia de los World Music Awards de 2006 en el Millennium Dome de Londres, Inglaterra.
Aparte de la interpretaciones de «Déjà Vu» en programas de televisión y entregas de premios, la canción fue incluida en las giras de Beyoncé The Beyoncé Experience (2007) y I Am... Tour (2009-10). Durante The Beyoncé Experience, Beyoncé cantó «Déjà Vu» luego de la versión especial de «Check on It». John Aizlewood del Daily Mail describió la presentaión como «vertiginosa». La presentación de Los Ángeles fue grabada y publicada en el álbum en vivo The Beyoncé Experience Live. Asimismo, fue mostrada independientemente en MTV y se publicó a través de descarga digital en las tiendas de iTunes el 19 de noviembre de 2007. En I Am... Tour, «Déjà Vu» era interpretada como intro de «Crazy in Love» en un popurrí con «Are You My Woman? (Tell Me So)», «I Just Wanna Love U (Give It 2 Me)», «Let Me Clear My Throat» y «Pass the Peas». Fue incluida en el álbum en vivo y vídeo de formato largo I Am... World Tour en noviembre de 2010. Una versión jazz de la canción fue interpretada en la revista I Am... Yours en el Encore Las Vegas el 30 y 31 de julio y el 1 y 2 de agosto de 2009, además de ser incorporada en I Am... Yours: An Intimate Performance at Wynn Las Vegas (2009), la grabación en directo de los shows.

## Formatos y lista de canciones
| Descarga digital |                               |          |  |
| N.º              | Título                        | Duración |  |
| 1.               | «Déjà Vu» (versión del álbum) | 3:59     |  |

| Descarga digital — remezcla= |                                  |          |  |
| N.º                          | Título                           | Duración |  |
| 1.                           | «Déjà Vu» (Freemasons Radio Mix) | 3:17     |  |

| y Disco compacto y descarga digital |                                  |          |  |
| N.º                                 | Título                           | Duración |  |
| 1.                                  | «Déjà Vu» (versión del álbum)    | 4:00     |  |
| 2.                                  | «Déjà Vu» (Freemasons Radio Mix) | 3:15     |  |

| y Maxisencillo: en formato digital y CD |                                          |          |  |
| N.º                                     | Título                                   | Duración |  |
| 1.                                      | «Déjà Vu» (versión del álbum)            | 4:00     |  |
| 2.                                      | «Déjà Vu» (Freemasons Radio Mix)         | 3:15     |  |
| 3.                                      | «Déjà Vu» (Freemasons Club Mix)          | 8:05     |  |
| 4.                                      | «Déjà Vu» (Maurice's Nusoul Mix)         | 6:00     |  |
| 5.                                      | «Déjà Vu» (Maurice's Nusoul Mixshow Mix) | 5:57     |  |

| 12" |                                          |          |  |
| N.º | Título                                   | Duración |  |
| 1.  | «Déjà Vu» (versión del álbum; Lado A)    | 4:00     |  |
| 2.  | «Déjà Vu» (versión instrumental; Lado A) | 3:15     |  |
| 3.  | «Déjà Vu» (versión del álbum; Lado B)    | 8:05     |  |
| 4.  | «Déjà Vu» (versión a capela; Lado B)     | 6:00     |  |

| 12" |                                                       |          |  |
| N.º | Título                                                | Duración |  |
| 1.  | «Déjà Vu» (Freemasons Club Mix - sin Rap; Lado A)     | 8:15     |  |
| 2.  | «Déjà Vu» (Freemasons Radio Mix; Lado A)              | 3:15     |  |
| 3.  | «Déjà Vu» (Freemasons Club Mix Instrumental; Lado B)  | 8:00     |  |
| 4.  | «Déjà Vu» (Freemasons Radio Mix Instrumental; Lado B) | 3:15     |  |

## Listas y certificación
| País (Lista)                              | Mejor posición |
| ----------------------------------------- | -------------- |
| Alemania (Top 100 Singles)                | 9              |
| Australia (ARIA Singles chart)            | 12             |
| Austria (Ö3 Austria Top 40)               | 12             |
| Bélgica — Flandes (Ultratop 50)           | 8              |
| Bélgica — Valonia (Ultratop 40)           | 19             |
| Canadá (Canadian Singles Chart)           | 8              |
| Dinamarca (Tracklisten)                   | 16             |
| Estados Unidos (Billboard Hot 100)        | 4              |
| Estados Unidos (Dance/Club Play Songs)    | 1              |
| Estados Unidos (Hot Dance Singles Sales)  | 1              |
| Estados Unidos (Hot Digital Songs)        | 3              |
| Estados Unidos (Hot R&B/Hip-Hop Songs)    | 1              |
| Estados Unidos (Pop Songs)                | 14             |
| Estados Unidos (Pop 100)                  | 10             |
| Estados Unidos (Radio Songs)              | 7              |
| Estados Unidos (Rhythmic Airplay Chart)   | 9              |
| Europa (European Hot 100 Singles)         | 2              |
| Europa (European Radio Airplay)           | 9              |
| Finlandia (Suomen virallinen singlelista) | 19             |
| Francia (SNEP)                            | 23             |
| Francia (SNEP classement radio)           | 10             |
| Hungría (Mahasz)                          | 2              |
| Irlanda (Irish Singles Chart)             | 4              |
| Italia (Top 10 Digital Download)          | 3              |
| Noruega (VG-lista)                        | 3              |
| Nueva Zelanda (New Zealand Singles Chart) | 15             |
| Países Bajos (Mega Top 50)                | 13             |
| Reino Unido (UK Singles Chart)            | 1              |
| República Checa (Rádio Top 100 Oficiální) | 21             |
| Rusia (Russian Airplay Chart)             | 43             |
| Suecia (Singles Top 60)                   | 11             |
| Suiza (Singles Top 100)                   | 3              |

| País (Lista)                           | Posición |
| -------------------------------------- | -------- |
| Australia (ARIA Singles chart)         | 98       |
| Australia (ARIA Urban Singles chart)   | 34       |
| Bélgica — Flanders(Ultratop 50)        | 75       |
| Estados Unidos (Billboard Hot 100)     | 75       |
| Estados Unidos (Radio Songs)           | 65       |
| Estados Unidos (Hot R&B/Hip-Hop Songs) | 25       |
| Estados Unidos (Pop 100)               | 95       |
| Italia (Irish Singles Chart)           | 52       |
| Suiza (Singles Top 100)                | 55       |

| País           | Certificación |
| -------------- | ------------- |
| Estados Unidos | Oro           |

### Sucesión en listas
| Predecesor: «Hips Don't Lie» de Shakira con Wyclef Jean | Reino Unido (UK Singles Chart) Sencillo Nro 1 2 de septiembre de 2006 — 9 de septiembre de 2006 (1 semana)           | Sucesor: «SexyBack» de Justin Timberlake               |
| Predecesor: «Shoulder Lean» de Young Dro con T.I.       | Estados Unidos (Hot R&B/Hip-Hop Songs) Sencillo Nro 1 2 de septiembre de 2006 — 15 de septiembre de 2006 (2 semanas) | Sucesor: «Pullin' Me Back» de Chingy con Tyrese Gibson |
| Predecesor: «A Public Affair» de Jessica Simpson        | Estados Unidos (Dance/Club Play Songs) Sencillo Nro 1 14 de octubre de 2006 — 20 de octubre de 2006 (1 semana)       | Sucesor: «Is It Love?» de iiO                          |

## Créditos y personal
Grabación
- Grabado en los estudios Sony Music en Nueva York, Nueva York en 2006.
- Mezclado en The Record Plant, Los Ángeles, California, y estudios Sony Music en Nueva York, Nueva York.

Personal
- Aaron «Goody» Goode — Cuerno francés
- Allen «Al Geez» Arthur — Cuerno francés
- Beyoncé Knowles — Compositora, mezcla, productora ejecutiva, productora musical, voz
- Brian «Big Bass» Gardner — Masterización
- Delisha Thomas — Compositora
- Erwin Gorostiza — Dirección de arte
- Fusako Chubachi — Dirección de arte
- Jason Goldstein — Mezcla
- Jeff Villanueva — Grabación de sonido
- Jim Caruana — Grabación de sonido
- Jon Jon — Asistente de producción, bajo eléctrico
- Jun Ishizeki — Asistente de grabación
- Keli Nicole Price — Compositora
- Makeba Riddick — Compositora
- Mathew Knowles — Productor ejecutivo, A&R
- Max Gousse — A&R
- Max Vadukul — Fotografía
- Rob Kinelski — Asistente de grabación
- Rodney «Darkchild» Jerkins — Arreglo, compositor, mezcla, productor musical
- Ronald Judge — Cuerno francés
- Shawn Carter — Artista invitado, compositor,  voz

Créditos adaptados a partir de las notas de B'Day y el lanzamiento en disco compacto de «Déjà Vu», Columbia Records, Music World Entertainment.